# Leinfe
Leinfe (auch Leiffe) ist eine untergegangene Siedlungsstätte auf dem Gebiet der heutigen Stadt Battenberg (Eder) im Landkreis Waldeck-Frankenberg in Hessen.

## Lage
Der Ort lag auf halber Strecke zwischen Elsoff und Dodenau in einem Seitental unterhalb des Berges Leiferscheid (478 m ü. NN). An die einstige Siedlungsstelle erinnert noch heute der Flurname „in der Leife“.

## Geschichte
Aus der Endung -fa schließt man, dass der Ort zu den ältesten Siedlungsplätzen der Region gehörte. Erstmals urkundlich erwähnt wird der Ort Leinepha im Jahre 1059. Er gehörte kirchenrechtlich zur Pfarrei Elsoff, und der ortsadlige Grundherr Buobo von Elsoff vollzog in diesem Jahre die Abspaltung der Pfarrei Elsoff von bisherigen Mutterkirche in Raumland. Um in Elsoff die Messe, Taufe und die Fürbitte für Verstorbene abhalten zu dürfen, übertrug er der Kirche zu Raumland einen Teil seiner Ländereien. In der dazugehörenden Urkunde tauchen die Ortschaften Schwarzenau, Beddelhausen, Elsoff und Alertshausen auf. Ebenfalls sind die inzwischen wüst gewordenen Orte Gospershausen, Oberruhn und Breitendelle genannt.

## Frühere Namen
- 1059: Leinepha
- 1250: Leinefa
- 1484: Lenffe
- 1561: Leiffe